# كأس أيرلندا الشمالية 2001–02
كأس أيرلندا الشمالية 2001–02 (بالإنجليزية: 2001–02 Irish Cup)‏ هو موسم من كأس أيرلندا. كان عدد الأندية المشاركة فيه 32، وفاز فيه نادي لينفيلد.

## النهائي
| نادي لينفيلد    | 2 – 1  | بورتاداون |
| --------------- | ------ | --------- |
| Morgan 14'، 22' | Report | Neill 6'  |